# Fernando de Valdés y Salas
Fernando de Valdes y Salas (Salas, 1483 – Madrid, 9 dicembre 1568) è stato un politico e vescovo spagnolo, professore di diritto canonico all'Università di Salamanca e successivamente primo cancelliere.

## Biografia
Fu membro del Supremo Consiglio dell'Inquisizione spagnola dal 1516, vescovo di Ourense (1529–1532), vescovo di Oviedo (luglio 1532 - maggio 1539), vescovo di León (1539), vescovo di Sigüenza (ottobre 1539 - agosto 1546), arcivescovo di Siviglia (agosto 1546 - dicembre 1566), presidente del Consiglio reale di Castiglia, Inquisitore generale/Grande inquisitore (1547–1566). Pubblicò un "indice dei libri proibiti" nel 1559, includendo Erasmo da Rotterdam, Fray Luis de Granada, San Francesco Borgia ed altri autori.
Come inquisitore generale istruì un processo contro l'arcivescovo di Toledo, Bartolomé Carranza, anche se poi lo stesso non ebbe luogo.

## Mecenatismo

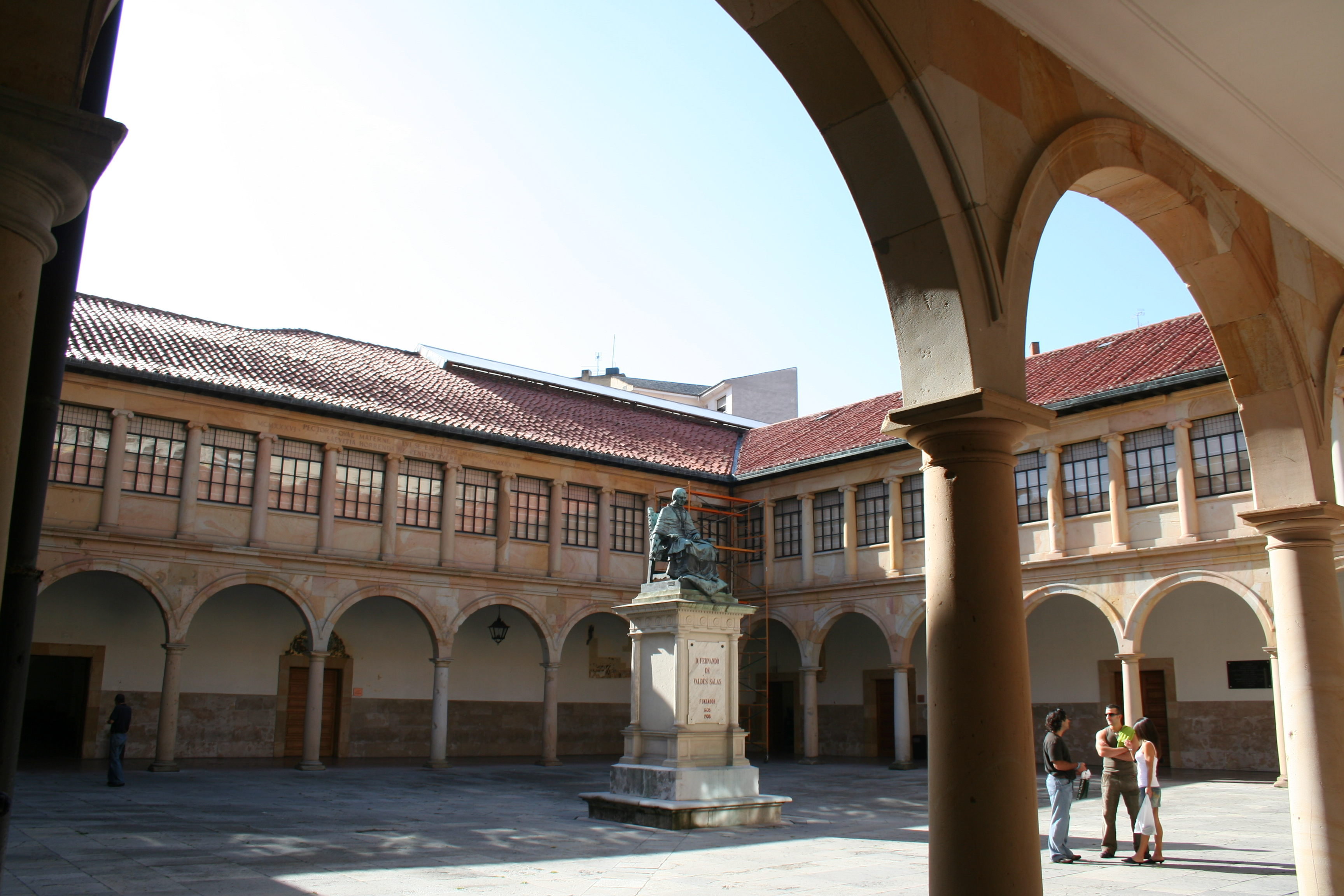
Statua di Fernando Valdés nel Vecchio Chiostro dell'Università di Oviedo.

Fernando de Valdés promosse la cultura mediante numerose fondazioni. A Salamanca fondò il Collegio di San Pelagio e nella sua patria, le Astuirie, diede impulso alla fondazione dell'Università di Oviedo, per la cui costruzione destinò un cospicuo lascito nel suo testamento (tuttavia per questa ci vollero ben quarant'anni prima che potesse divenire realtà, iniziando la sua attività solo nel 1608); contribuì all'erezione di numerosi edifici culturali e assistenziali (Città di Salas, Palazzo Valdés-Salas, Collegiata di Santa Maria Maggiore, ove fu traslata la sua salma; gli ultimi due sono stati dichiarati Monumento nazionale).
In Oviedo vi è un edificio che porta il suo nome, l'Edificio Valdés-Salas, sede della Scuola di Ingegneria Informatica dell'Università di Oviedo.

## Genealogia episcopale e successione apostolica
La genealogia episcopale è:
- Vescovo Francisco Mendoza
- Arcivescovo Fernando de Valdés y Salas

La successione apostolica è:
- Arcivescovo Diego de Covarrubias y Leiva (1560)